# Manning Marable
William Manning Marable (né le 13 mai 1950 et mort le 1er avril 2011) est un universitaire, sociologue et historien américain. Il fonda et dirigea l'Institut de recherche en Études afro-américaines de l'université Columbia. Il est notamment l'auteur d'une biographie de Malcolm X intitulée Malcolm X - Une vie de réinventions (Malcolm X: A Life of Reinvention).

## Biographie
Manning Marable est né à Dayton, dans l'Ohio, en 1950. Il obtient le Bachelor of Arts (licence) au Earlham College en 1971 et étudie l'histoire à l'université du Wisconsin et à l'université du Maryland jusqu'à son doctorat en 1976. Marable enseigne ensuite à la faculté du Tuskegee Institute, à l'université de San Francisco, à l'université Cornell, à l'université de Fisk. Il a été le directeur fondateur des études africaines et hispaniques à l'université Colgate, à l'université Purdue et à l'université du Colorado. Il fonde en 1993, l'Institut de recherche en études afro-américaines à l'université Columbia.
Manning Marable fut président du Mouvement pour une société démocratique (MDS). Il siégea au conseil d'administration du Réseau Hip-Hop Summit Action (HSAN), une coalition à but non lucratif de personnalités publiques promouvant le hip-hop comme un agent de changement social. Manning Marable a également été membre de la Commission Amistad de New York, créé pour examiner les programmes de l'État en ce qui concerne le commerce des esclaves.
Diagnostiqué avec la sarcoïdose, Manning Marable subit une double transplantation pulmonaire à l'été 2010 et décède des complications d'une pneumonie à l'âge de 60 ans, le 1er avril 2011 à New York.

## Prises de position
Marable est un critique de l'afrocentrisme et s'en explique dans Beyond Black and White: Transforming African American Politics. Il soutient, en 2008, la candidature de Barack Obama à l'élection présidentielle. Il était membre du parti politique Socialistes démocrates d'Amérique.

## Publications
- How Capitalism Underdeveloped Black America (1983)  (ISBN 9780896081659)
- Race, Reform and Rebellion (1991)  (ISBN 9780878054930)
- Beyond Black and White (1995)  (ISBN 9781859840498)
- Speaking Truth to Power: Essays on Race, Resistance, and Radicalism (1996)  (ISBN 978-0813388281)
- Black Liberation in Conservative America (1997)  (ISBN 9780896085596)
- Black Leadership (1998)  (ISBN 9780231107464)
- Let Nobody Turn Us Around (2000)  (ISBN 978-0847699308)
- Freedom: A Photographic History of the African American Struggle (with Leith Mullings and Sophie Spencer-Wood, 2002)  (ISBN 978-0714842707)
- The Great Wells of Democracy: The Meaning of Race in American Life (2003)  (ISBN 978-0465043941)
- W. E. B. DuBois: Black Radical Democrat (2005)  (ISBN 978-1-59451-019-9)
- The Autobiography of Medgar Evers (2005, with Myrlie Evers-Williams)  (ISBN 0465021778)
- Malcolm X: A Life of Reinvention (2011)  (ISBN 978-2849504369) ; éd. française : Malcolm X - Une vie de réinventions (1925-1965), Éditions Syllepse, Paris, 2014  (ISBN 978-2-84950-436-9).